# Pseudochirulus canescens
Pseudochirulus canescens là một loài động vật có vú trong họ Pseudocheiridae, bộ Hai răng cửa. Loài này được Waterhouse mô tả năm 1846.